# Sansone (nome)
Sansone  è un nome proprio di persona italiano maschile.

## Varianti in altre lingue
- Basco: Sanson
- Bretone: Samzun
- Catalano: Samsó
- Ebraico: שִׁמְשׁוֹן (Shimshon)[1][2][3]
- Finlandese: Simson
- Francese: Samson
- Greco biblico: Σαμψων (Sampson)[1][2]
- Inglese: Samson[1]
  - Ipocoristici: Sam[1]
- Latino: Samson
- Lituano: Samsonas
- Polacco: Samson
- Portoghese: Sansão
- Russo: Самсон (Samson)
- Spagnolo: Sansón
- Tedesco: Samson
- Ungherese: Sámson

## Origine e diffusione

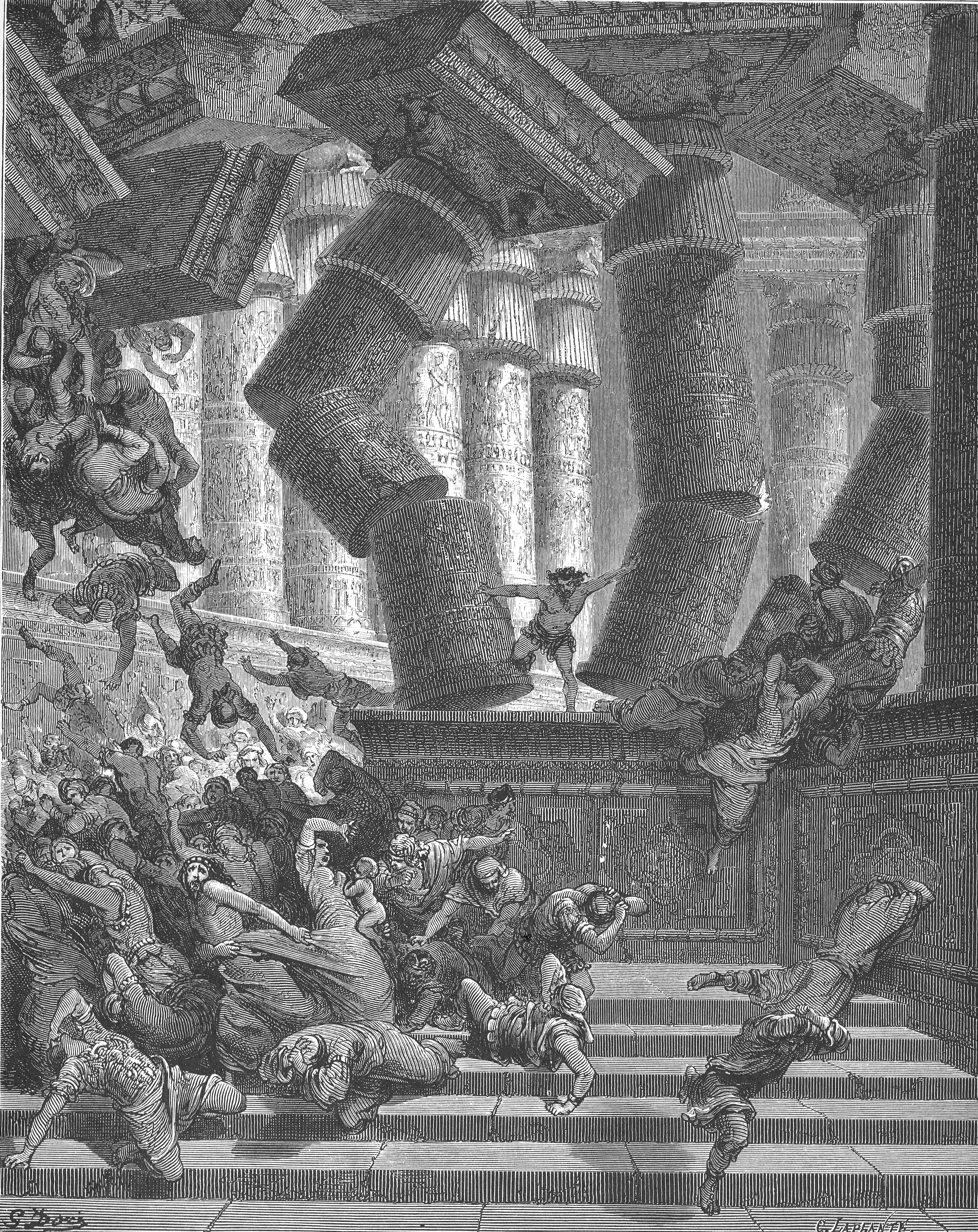
La morte di Sansone, incisione di Gustave Doré

Deriva dall'ebraico  שִׁמְשׁוֹן (Shimshon), forse basato su שֵׁמְֵשׁ (shemesh, "sole"); il significato viene interpretato in vari modi, fra i quali "piccolo sole" o "pieno di sole".
È un nome di tradizione biblica, essendo portato da Sansone, personaggio del Libro dei Giudici dalla forza eccezionale che sconfisse i filistei, alla cui storia si ispirano numerose opere. La forma Samson venne introdotta dai normanni in Inghilterra, e divenne ivi particolarmente diffusa nel Medioevo, grazie alla devozione verso san Sansone, abate e vescovo di origine gallese (il cui nome, comunque, potrebbe essere stato una traduzione o un adattamento del suo nome celtico originale).

## Onomastico
L'onomastico viene festeggiato il 27 giugno in memoria di san Sansone l'Ospedaliere, sacerdote di Costantinopoli, oppure il 28 luglio in ricordo di san Sansone, abate, vescovo e confessore di Dol-de-Bretagne.

## Persone

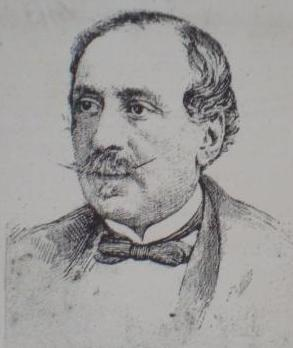
Sansone D'Ancona

- Sansone D'Ancona, politico italiano
- Sansone Delli, pittore italiano
- Sansone Valobra, chimico italiano

### Variante Samson
- Samson Burke, culturista, lottatore, nuotatore e attore canadese
- Samson Raphael Hirsch, rabbino tedesco
- Samson Kitur, atleta keniota
- Samson Mbingui, calciatore gabonese
- Samson Mulugeta, calciatore etiope
- Samson Satele, giocatore di football americano statunitense
- Samson Siasia, calciatore e allenatore di calcio nigeriano

## Il nome nelle arti
- Sansone (nell'origine inglese il nome è "Marmaduke") è un personaggio dell'omonima striscia a fumetti ideata da Brad Anderson, e dell'omonimo film da essa tratto del 2010 diretto da Tom Dey.
- Samson Gray è un personaggio della serie televisiva Heroes.